# Arkansas RimRockers
Arkansas RimRockers – amerykański klub koszykarski z siedzibą w mieście Little Rock w stanie Arkansas działający w latach 2004–2007. 

## Historia
Klub powstał w 2004 roku. W swoim pierwszym, a zarazem jedynym sezonie w ABA (American Basketball Association), zdobył mistrzostwo ligi, z bilansem 32-5. MVP sezonu oraz finałów został wtedy zawodnik RimRockers – Kareem Reid.
Od 2005 roku zespół rozpoczął występy w NBA Development League, jednak bez większych sukcesów. Po zakończeniu rozgrywek 2006/07 drużyna miała zostać przeniesiona do La Crosse, w stanie Wisconsin, aby rozegrać tam kolejne rozgrywki. Plan ten nie powiódł się, co zakończyło się w rezultacie rozwiązaniem klubu.

## Powiązania z zespołami NBA
- Atlanta Hawks (2005–2007)
- Cleveland Cavaliers (2005–2006)
- Memphis Grizzlies (2005–2007)
- Miami Heat (2006–2007)
- Toronto Raptors (2005–2006)

## Wyniki sezon po sezonie
| Arkansas RimRockers    |                        |                        |                        |    |    |       | |           |           |
| 2004–05                | ABA                    | Biała                  | 1                      | 28 | 5  | 84,8  | Wygrana – Ćwierćfinały (Ontario) 136-97 Wygrana – Półfinały (Kentucky) 135-123 Wygrana – Półfinały Final Four (Mississippi) 117-105 Wygrana – Finały ABA (Bellevue) 118-103 |           |           |
| 2005–06                | D-League               |                        | 5                      | 24 | 24 | 50    | |           |           |
| 2006–07                | D-League               | Wschodnia              | 6                      | 16 | 34 | 32    | |           |           |
| Suma - sezon regularny | Suma - sezon regularny | Suma - sezon regularny | Suma - sezon regularny | 68 | 63 | 51,9  | 2004–2007 | 2004–2007 | 2004–2007 |
| Suma - playoff         | Suma - playoff         | Suma - playoff         | Suma - playoff         | 4  | 0  | 1.000 | 2004–2007 | 2004–2007 | 2004–2007 |

## Ostatni skład drużyny
| Arkansas RimRockers  |    |                   |                  |                                          |
| Trener: Andy Stoglin |    |                   |                  |                                          |
| G                    | 8  | Stany Zjednoczone | DeAnthony Bowden | (Creighton)                              |
| G                    | 13 | Stany Zjednoczone | Brandon Dean     | (Arkansas)                               |
| SG                   | 23 | Kanada            | Olu Famutimi     | (Arkansas)                               |
| F                    | 33 | Stany Zjednoczone | Brian Jackson    | (Oregon State)                           |
| C                    | 54 | Stany Zjednoczone | James Lang       | (Central Park Christian School, (HS) AL) |
| PG                   | 12 | Stany Zjednoczone | Kareem Reid      | (Arkansas)                               |
| F                    | 32 | Stany Zjednoczone | Chris Shumate    | (Murray State)                           |
| G/F                  | 5  | Stany Zjednoczone | Donta Smith      | (Southeastern Illinois JC)               |
| G                    | 6  | Stany Zjednoczone | Anthony Roberson | (Florida)                                |
| G                    | 24 | Stany Zjednoczone | Clay Tucker      | (Milwaukee '03)                          |
| G                    | 19 | Stany Zjednoczone | Rudy Roquemore   | (UC Santa Barbara '03)                   |

## Nagrody i wyróżnienia

### ABA
MVP
- Kareem Reid (2005)[2]

MVP Finałów
- Kareem Reid (2005)[4]

### D–League
All–D–League Honorable Mention Team
- Clay Tucker (2006–2007)
- James Lang (2006)
- Brian Jackson (2006)
- Roger Powell (2007)

Uczestnicy All–Star Game
- Clay Tucker (2007)[6]